# New York Life Insurance Company
New York Life Insurance Company — одна из крупнейших в США компаний в сфере страхования жизни. В списке крупнейших компаний США Fortune 500 в 2021 году New York Life заняла 67-е место; среди крупнейших в мире — 242-е место.
Компания начала работу в 1841 году под названием Nautilus Mutual Life, в 1845 году изменила название на New York Life Insurance Company (Нью-Йоркская компания по страхованию жизни). В 1928 году было завершено строительство новой штаб-квартиры компани, 34-этажного небоскрёба New York Life Building.
В 1999 году была куплена мексиканская страховая компания Seguros Monterrey. В 2013 году у бельгийской финансовой группы Dexia была куплена дочерняя компания по управлению активами, названная Candriam Investors Group; её офисы находятся в Брюсселе, Париже и Люксембурге. В конце 2020 году у Cigna за 6,3 млрд долларов был куплен бизнес по групповому страхованию жизни и от утраты трудоспособности.
Из выручки за 2020 год 32,1 млрд долларов страховые премии составили 15,8 млрд, инвестиционный доход — 11,8 млрд. Страховые выплаты составили 11,4 млрд долларов. Из активов 414 млрд долларов 332 млрд составили инвестиции в ценные бумаги (из них 120 млрд — облигации компаний США, 43 млрд — ипотечные и другие кредиты). Помимо страхования компания занимается управлением активами, под её управлением на конец 2020 года было 701,6 млрд долларов.